# 운명

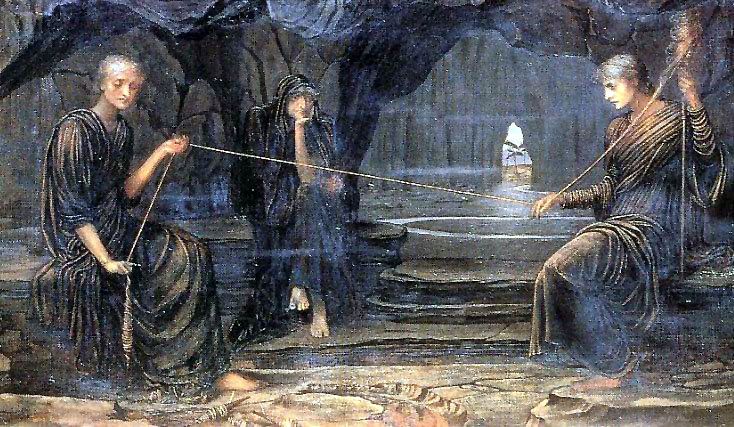

운명(運命) 또는 숙명(宿命)은 원래부터 정해져 있는 것을 말한다.() 실험 등에서 같은 방법을 행하면 항상 같은 결과가 나온다. 이 일을 통해 "원인이 같으면 항상 같은 결과가 나온다"고 말하는 것을 알 수 있다. 이 사고 방식이 운명론이다.

## 철학
운명의 개념에 관한 철학은 헬레니즘 시대부터 스토아 학파, 에피쿠로스 학파 등의 그룹과 함께 존재해 왔다.
스토아학파는 인간의 결정과 행동이 궁극적으로 신이 고안한 신성한 계획에 따라 이루어진다고 믿었다. 그들은 인간이 이론적으로는 자유 의지를 가지고 있지만, 인간의 영혼과 그들이 살고 있는 환경은 모두 운명의 보편적인 네트워크의 일부라고 주장했다.
에피쿠로스학파는 이러한 신성한 운명의 존재를 부인함으로써 스토아학파 신앙에 도전했다. 그들은 인간의 행동이 합리적이라면 자발적이라고 믿었다.

## 같이 보기
- 아지비카교
- 인과관계
- 섭리
- 업
- 신탁 (종교)
- 예언
- 공시성